# Prisciano di Lidia
Prisciano di Lidia (fl. VI secolo) è stato un filosofo bizantino, uno degli ultimi neoplatonici.

## Biografia
Contemporaneo di Simplicio, Prisciano nacque in Lidia, molto probabilmente sul finire del V secolo d.C. Fu uno degli ultimi neoplatonici a studiare all'Accademia di Atene quando questa era sotto lo scolarcato di Damascio. Quando Giustiniano I chiuse la scuola nel 529, Prisciano, Damascio, Simplicio e altri quattro filosofi furono costretti a chiedere asilo presso la corte del re di Persia Cosroe I. 
Nel 533 ricevette, insieme agli altri, il permesso di tornare nei territori dell'Impero romano d'Oriente, a seguito del trattato di pace stipulato tra Giustiniano e Cosroe, nel quale veniva dichiarato che ai filosofi sarebbe stata salvaguardata l'incolumità.

## Opere
Due opere di Prisciano sono sopravvissute:
- Μετάϕρασις τῶν Θεοϕράστου περί αἰσϑήσεως ("Commentario ai libri di Teofrasto sulla sensazione"), compendio dell'opera di Teofrasto La percezione dei sensi;[2]
- Solutiones eorum de quibus dubitavit Chosroes Persarum rex (solo in traduzione latina).[3]

La seconda opera contiene una serie di repliche a questioni filosofiche poste a Prisciano durante un dibattito alla corte persiana di Cosroe I, nel periodo dell'esilio del filosofo. Il testo ci è pervenuto soltanto in una tarda e corrotta traduzione latina.
Si è inoltre affermato che il commento all'opera di Aristotele Sull'anima, attribuito a Simplicio, fosse in realtà di Prisciano; la qual cosa è, tuttavia, controversa.